# Limba cașubă
Limba cașubă sau limba cașubiană (kaszëbsczi, kaszëbizna) aparține ramurii vestice a limbilor slave, împreună cu limba poloneză și cu alte limbi lehitice. Este vorbită uzual ca primă limbă în nord-vestul Poloniei (județe: Chojnice, Gdynia, Kościerzyna, Kartuzy, Puck și Wejherowo). 

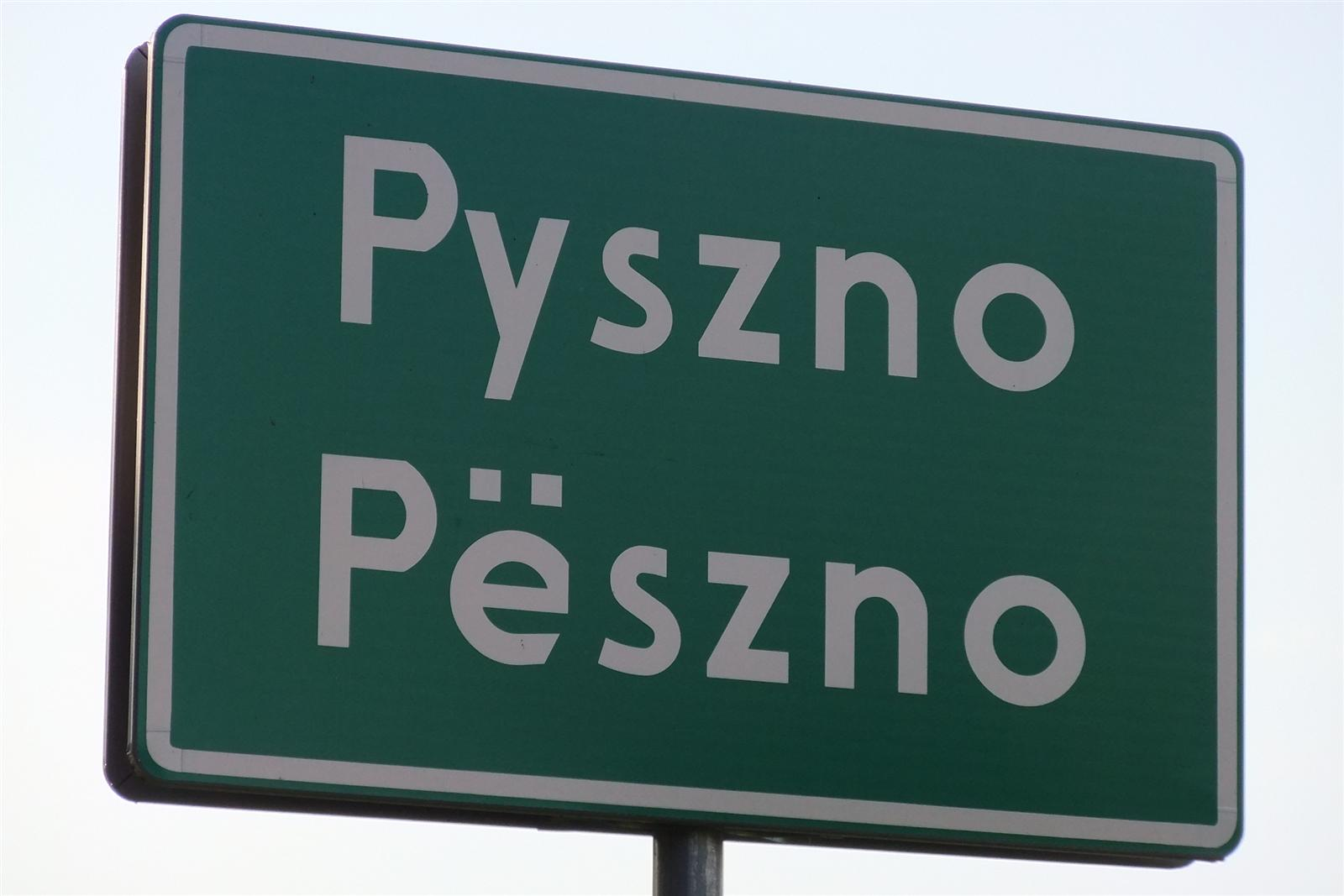
Indicator bilingv, în polonă și cașubă

În Polonia este o limbă minoritară recunoscută oficial din 2005. Conform recensământului din 2011, aproximativ 108.000 de persoane folosesc cașubiana în viața de zi cu zi. Numărul celor care pot vorbi parțial cașubiana este mai mare, în jur de 366.000. Este singura rămășiță a limbii pomeraniene. Este aproape de poloneza standard, cu influență din germana de jos și limba polabă cea prusacă veche.

## Origine
Limba cașubiană a evoluat din limba vorbită de unele triburi de pomeranieni numiți cașubieni, în regiunea Pomerania. 
Unii cercetători consideră că pomeranienii au ocupat regiunea înaintea polonezilor, iar anumite triburi au reușit să-și mențină limba și tradițiile, în ciuda influențelor din partea așezărilor germane și poloneze. A început să evolueze separat între secolele al XIII-lea și al XV-lea, pe măsură ce zona lingvistică polono-pomeraniană a început să se împartă în jurul dezvoltărilor lingvistice importante centrate în partea de vest (Cașubia) a regiunii.
În secolul al XIX-lea, Florian Ceynowa a devenit primul activist cunoscut din Cașubia. El făcut eforturi uriașe pentru a trezi identitatea cașubiană prin stabilirea limbii, obiceiurilor și tradițiilor cașubiene. El a simțit cu tărie că această regiune era de fapt o națiune separată. În 1912, Aleksander Majkowski a fondat și lansat Societatea Tinerilor Cașubieni. Majkowski a fost scriitor, jurnalist și medic cașubian polonez. A scris pentru publicația „Zrzësz Kaszëbskô” ca parte a grupului „Zrzëszincë”. Grupul a contribuit semnificativ la dezvoltarea limbii literare cașubiene. Cele mai vechi documente tipărite în poloneză cu elemente cașubiene datează de la sfârșitul secolului al XVI-lea. Ortografia modernă cașubiană a fost propusă pentru prima dată în 1879.

## Limbi înrudite
Cașubiana este înrudită cu slovinciana, ambele dialecte ale limbii pomeraniene. Limbile din ramura slavă, vorbite preponderent în estul și sud-estul Europei, sunt împărțite în 3 grupuri: oriental (belarusa, rusa - care s-a extins și în Asia - și ucraineana), meridional (bulgara, macedoneana, sârba, croata, slovena) și occidental (cașuba, ceha, polona, slovaca, soraba), la care se adaugă limbile pomak, rusyn și ruteana. Limba pomeraniană (pòmòrsczi jãzëk) este un grup al dialectelor lehitice, care a fost vorbit în timpul Evului Mediu în teritoriul Pomeraniei între fluviile Vistula și Oder. Rude mai apropiate ale ei sunt dialectele polabe și poloneze. Pomeraniana face parte în subgrupul limbilor slave de vest cunoscut sub denumirea „limbile lehitice”. Limbile cașubiană (vorbită în voievodatul Pomerania din Polonia) și slovinciană (dispărută la începutul secolului XX) sunt de fapt dialectele ei. Limbile poloneză și polabă de asemenea au multe trăsături comune. Rude mai îndepărtate sunt alte limbi slavice de vest: limba slovacă, limba cehă, limba sorabă de jos și limba sorabă de sus. De asemenea, alte limbi slave au legături cu limba poloneză și sunt inteligibile într-o oarecare măsură.

## Vorbitori
Toți vorbitorii din cașubiană sunt fluenți și în poloneză. Limba cașubiană este folosită ca limbă de predare în mai multe școli din Polonia. Este o limbă alternativă oficială în administrația publică locală în Gmina Sierakowice, Gmina Linia, Gmina Parchowo, Gmina Luzino și Gmina Żukowo din Voievodatul Pomerania. Majoritatea respondenților spun că folosesc limba cașubiană în vorbirea informală în familie și între prieteni.

## Literatură
Medicul Florian Ceynowa este autorul primei cărți de gramatică a limbii cașubiene Xążeczka dlo Kaszebov în 1850, Gdansk, și editor al primei publicații în cașubiană, Skorb Kaszëbskoslovjnskje movë (Treasure of the Kashubian-Slavonic language) în Svjecè, 1866-1868.
Hieronim Derdowski (1852–1902 în Winona, Minnesota) a fost un alt intelectual și activist important care a scris în limba cașubiană, la fel ca și doctorul Aleksander Majkowski (1876–1938) din Kościerzyna, care a scris epopeea națională cașubiană "Viața și aventurile lui Remus". Jan Trepczyk (1907-1989) a fost un poet care a scris în cașubiană, la fel ca Stanisław Pestka (1929-2015). Literatura cașubiană a fost tradusă în cehă, poloneză, engleză, germană, bielorusă, slovenă și finlandeză. Aleksander Majkowski și Alojzy Nagel sunt cei mai celebri scriitori traduși ai secolului XX. Un volum impresionant de literatură creștină a fost tradus în cașubiană, inclusiv Noul Testament, o mare parte din acesta de către preotul Adam Ryszard Sikora. Preotul Franciszek Grucza a absolvit seminarul catolic din Pelplin și a fost primul preot care a introdus liturgia catolică în limba cașubiană.

## Educație
De-a lungul perioadei comuniste din Polonia (1948-1989), limba cașubă a suferit foarte mult în ceea ce privește educația și statutul social. Cașubiana a fost tratată ca folclor și nu a fost permisă predarea în școli. După prăbușirea comunismului, atitudinile cu privire la statutul cașubiană s-au schimbat treptat. A fost inclusă în curicula școlară din Cașubia, dar nu ca limbă de predare sau ca materie obligatorie, ci ca limbă străină predată 3 ore pe săptămână, la cererea explicită a părinților. Din 1991, se estimează că au existat în jur de 17.000 de elevi în peste 400 de școli care au învățat limba cașubiană. Cașubiana este parțial la radio publică și televiziunea publică. Din 2005, limba cașubă se bucură de protecție legală în Polonia ca limbă regională oficială. Este singura limbă din Polonia cu acest statut, acordat prin Legea din 6 ianuarie 2005 privind minoritățile naționale și etnice și limba regională a Parlamentului polonez.  Actul prevede utilizarea sa în contexte oficiale în zece comune în care vorbitorii reprezintă cel puțin 20% din populație. Această recunoaștere a făcut ca localitățile populate de cașubi să poată avea indicatoare rutiere bilingve și alte facilități (traduceri în poloneză și cașubiană).

## Alfabet
aA  ąĄ  ãÃ  bB  cC  dD  eE  éÉ  ëË  fF  gG  hH  iI  jJ  kK  lL  łŁ 
mM  nN  ńŃ  oO  òÒ  óÓ  ôÔ  pP  rR  sS  tT  uU  ùÙ  wW  yY  zZ  żŻ

## Internet
- Wikipedia în limba cașubă